# Akira Ryō
Akira Ryō (梁明?, Ryō Akira; Hyōgo, 20 ottobre 1967) è un pilota motociclistico giapponese, ritiratosi dall'attività agonistica.

## Carriera
Per quanto riguarda le competizioni del motomondiale, il suo esordio avvenne nel 2000 nella classe 500 dove corse, usufruendo di una wild card in occasione del GP del Giappone a bordo di una Suzuki RGV Γ 500, classificandosi al 10º posto. Partecipò anche all'edizione successiva dello stesso gran premio senza però concluderlo.
Nel motomondiale 2002 ha avuto la possibilità di competere in un numero maggiore di gran premi, raggiungendo anche il suo miglior risultato con il secondo posto nel GP del Giappone e il 18º nella classifica finale. Per buona parte della sua carriera ha svolto anche la mansione di collaudatore per Suzuki.
Più lunga e proficua è stata la sua carriera nei campionati per moto derivate dalla produzione di serie (sia in ambito nazionale che mondiale) dove è stato presente dal 1995 al 2001 nel mondiale Superbike, collezionando anche una vittoria, sempre in occasione della prova corsa in Giappone.
Nel suo palmarès figurano anche: la vittoria del campionato giapponese Superbike nel 2001, ed un secondo posto nella 8 Ore di Suzuka del 2000, corsa in coppia con Keiichi Kitagawa.

## Risultati in gara

### Campionato mondiale Superbike
| 1995 | Moto     |  |  |  |  |  |  |  |  |  |  |  |  |  |  |  |  |    |    |  |  |  |  |  |  |  |  | Punti | Pos. |
| ---- | -------- |  |  |  |  |  |  |  |  |  |  |  |  |  |  |  |  | -- | -- |  |  |  |  |  |  |  |  | ----- | ---- |
| 1995 | Kawasaki |  |  |  |  |  |  |  |  |  |  |  |  |  |  |  |  | 11 | 17 |  |  |  |  |  |  |  |  | 5     | 43º  |

| 1996 | Moto     |  |  |  |  |  |  |  |  |  |  |  |  |  |  |  |  |   |   |  |  |  |  |  |  |  |  | Punti | Pos. |
| ---- | -------- |  |  |  |  |  |  |  |  |  |  |  |  |  |  |  |  | - | - |  |  |  |  |  |  |  |  | ----- | ---- |
| 1996 | Kawasaki |  |  |  |  |  |  |  |  |  |  |  |  |  |  |  |  | 9 | 6 |  |  |  |  |  |  |  |  | 17    | 25º  |

| 1997 | Moto     |  |  |  |  |  |  |  |  |  |  |  |  |  |  |  |  |  |  |  |  |    |   |  |  |  |  | Punti | Pos. |
| ---- | -------- |  |  |  |  |  |  |  |  |  |  |  |  |  |  |  |  |  |  |  |  | -- | - |  |  |  |  | ----- | ---- |
| 1997 | Kawasaki |  |  |  |  |  |  |  |  |  |  |  |  |  |  |  |  |  |  |  |  | 17 | 8 |  |  |  |  | 9     | 38º  |

| 1998 | Moto   |  |  |  |  |  |  |  |  |  |  |  |  |  |  |  |  |  |  |  |  |  |  |   |   |  |  | Punti | Pos. |
| ---- | ------ |  |  |  |  |  |  |  |  |  |  |  |  |  |  |  |  |  |  |  |  |  |  | - | - |  |  | ----- | ---- |
| 1998 | Suzuki |  |  |  |  |  |  |  |  |  |  |  |  |  |  |  |  |  |  |  |  |  |  | 2 | 3 |  |  | 36    | 17º  |

| 1999 | Moto   |  |  |  |  |  |  |  |  |  |  |  |  |  |  |  |  |  |  |  |  |  |  |  |  |   |   | Punti | Pos. |
| ---- | ------ |  |  |  |  |  |  |  |  |  |  |  |  |  |  |  |  |  |  |  |  |  |  |  |  | - | - | ----- | ---- |
| 1999 | Suzuki |  |  |  |  |  |  |  |  |  |  |  |  |  |  |  |  |  |  |  |  |  |  |  |  | 1 | 2 | 45    | 15º  |

| 2000 | Moto   |  |  |  |  |   |   |  |  |  |  |  |  |  |  |  |  |  |  |  |  |  |  |  |  |  |  | Punti | Pos. |
| ---- | ------ |  |  |  |  | - | - |  |  |  |  |  |  |  |  |  |  |  |  |  |  |  |  |  |  |  |  | ----- | ---- |
| 2000 | Suzuki |  |  |  |  | 4 | 9 |  |  |  |  |  |  |  |  |  |  |  |  |  |  |  |  |  |  |  |  | 20    | 29º  |

| 2001 | Moto   |  |  |  |  |  |  |   |   |  |  |  |  |  |  |  |  |  |  |  |  |  |  |  |  |  |  | Punti | Pos. |
| ---- | ------ |  |  |  |  |  |  | - | - |  |  |  |  |  |  |  |  |  |  |  |  |  |  |  |  |  |  | ----- | ---- |
| 2001 | Suzuki |  |  |  |  |  |  | 5 | 7 |  |  |  |  |  |  |  |  |  |  |  |  |  |  |  |  |  |  | 20    | 26º  |

| Legenda | 1º posto        | 2º posto            | 3º posto           | A punti      | Senza punti        | Grassetto – Pole position Corsivo – Giro più veloce |
| Legenda | Gara non valida | Non qual./Non part. | Ritirato/Non class | Squalificato | '-' Dato non disp. | Grassetto – Pole position Corsivo – Giro più veloce |

### Motomondiale
| 2000 | Classe | Moto   |  |  |    |  |  |  |  |  |  |  |  |  |  |  |  |  | Punti | Pos. |
| ---- | ------ | ------ |  |  | -- |  |  |  |  |  |  |  |  |  |  |  |  |  | ----- | ---- |
| 2000 | 500    | Suzuki |  |  | 10 |  |  |  |  |  |  |  |  |  |  |  |  |  | 6     | 21º  |

| 2001 | Classe | Moto   |     |  |  |  |  |  |  |  |  |  |  |  |  |  |  |  | Punti | Pos. |
| ---- | ------ | ------ | --- |  |  |  |  |  |  |  |  |  |  |  |  |  |  |  | ----- | ---- |
| 2001 | 500    | Suzuki | Rit |  |  |  |  |  |  |  |  |  |  |  |  |  |  |  | 0     |      |

| 2002 | Classe | Moto   |   |  |  |  |  |    |    |    |    |    |  |  |  |    |  |  | Punti | Pos. |
| ---- | ------ | ------ | - |  |  |  |  | -- | -- | -- | -- | -- |  |  |  | -- |  |  | ----- | ---- |
| 2002 | MotoGP | Suzuki | 2 |  |  |  |  | 11 | 15 | 13 | 11 | 14 |  |  |  | 11 |  |  | 41    | 18º  |

| 2003 | Classe | Moto   |  |  |  |  |  |  |  |  |  |  |  |  |    |    |  |  | Punti | Pos. |
| ---- | ------ | ------ |  |  |  |  |  |  |  |  |  |  |  |  | -- | -- |  |  | ----- | ---- |
| 2003 | MotoGP | Suzuki |  |  |  |  |  |  |  |  |  |  |  |  | 10 | 20 |  |  | 6     | 24º  |

| Legenda | 1º posto        | 2º posto            | 3º posto            | A punti      | Senza punti        | Grassetto – Pole position Corsivo – Giro più veloce |
| Legenda | Gara non valida | Non qual./Non part. | Ritirato/Non class. | Squalificato | '-' Dato non disp. | Grassetto – Pole position Corsivo – Giro più veloce |